# زوئی سول
زوئی سول (به انگلیسی: Zoë Soul Borde) (زادهٔ ۱ نوامبر ۱۹۹۵) یک هنرپیشه اهل ایالات متحده آمریکا است. او بیشتر به خاطر ایفای نقش هایلی یانگ در سریال درام نوجوانانه زندگی من با پسران والتر، کاسی رینولدز در کمدی رید بین خطوط و نقش کالی سانچز در فیلم پاکسازی: هرج و مرج در سال ۲۰۱۴ شناخته می‌شود.

## حرفه
زوئی سول در ان آربر، میشیگان متولد شد، اما در لس آنجلس بزرگ شد. به عنوان یک نوجوان، زوئی علاوه بر دنبال کردن حرفه ای بازیگری، با آژانس مدلینگ فورد مدلز همکاری می‌کرد. از سال ۲۰۱۱ تا ۲۰۱۵، سول نقش کاسی رینولدز را در ۲۵ قسمت از رید بین خطوط بازی کرد که در ابتدا از BET پخش شد . سول با بازی در نقش الیزا برچ در فیلم زندانیان در سال ۲۰۱۳ به کارگردانی دنیس ویلنوو شناخته شد، جایی که او در کنار هیو جکمن، جیک جیلنهال و ویولا دیویس جایزه NBR را برای بهترین بازیگران گروه دریافت کرد. سول همچنین خواننده و رقصنده است و با گروه خود " زوئی و خرس " اجرا می‌کند.

## فیلم‌شناسی

### فیلم
| سال  | عنوان                       | نقش            | یادداشت               |
| ---- | --------------------------- | -------------- | --------------------- |
| ۲۰۱۳ | زندانیان                    | الیزا برچ      |                       |
| ۲۰۱۳ | عقل سلیم                    | یاسمن          | فیلم کوتاه            |
| ۲۰۱۴ | سگهای دوردست                | دختر در مهمانی | فیلم کوتاه (بی‌اعتبار) |
| ۲۰۱۴ | پاکسازی: آنارشی             | کالی سانچز     |                       |
| ۲۰۱۷ | آخرین دو عاشق در پایان جهان |                |                       |
| ۲۰۱۸ | دنبال نشد                   | تیلور جانسون   |                       |
| ۲۰۲۰ | قهوه ای با آبی              | آبی            |                       |

### تلویزیون
| سال        | عنوان                   | نقش          | یادداشت                                        |
| ---------- | ----------------------- | ------------ | ---------------------------------------------- |
| ۲۰۰۶       | همه ما                  | زوئی برونده  | اپیزود: "قهوه‌های من را آبی نکنید"              |
| ۲۰۱۱، ۲۰۱۵ | نی بین خطوط             | کاسی رینولدز | شخصیت تکرار شونده؛ ۲۵ قسمت                     |
| ۲۰۱۴       | دریای آتش               | سونیا هارپر  | خلبان بدون هوا                                 |
| ۲۰۱۵       | خانم‌های مجرد            | کیسی بریج    | ظاهر مهمان؛ ۳ قسمت                             |
| ۲۰۱۶       | شانس. فرصت              | لکسی         | اپیزود: "یک نوزاد، یک بی رحم یا یک حیوان وحشی" |
| ۲۰۲۳       | زندگی من با پسران والتر | هیلی یانگ    | نقش اصلی                                       |

## افتخارات
- ۲۰۱۳، جایزه NBR برای «بهترین بازیگران گروه» برای Prisoners